# Championnats du monde d'haltérophilie 2014
Navigation
Édition précédente Édition suivante
Les championnats du monde d'haltérophilie 2014 ont lieu au Kazakhstan, à Almaty du 8 novembre 2014 au 16 novembre 2014.

## Programme
Heures locales (UTC+6).
| Date             | Heures | Catégories             |
| ---------------- | ------ | ---------------------- |
| 8 novembre 2014  | 09:00  | -62 kg Hommes Groupe D |
| 8 novembre 2014  | 11:00  | -56 kg Hommes Groupe C |
| 8 novembre 2014  | 13:00  | -62 kg Hommes Groupe C |
| 8 novembre 2014  | 15:00  | -56 kg Hommes Groupe B |
| 8 novembre 2014  | 19:00  | -56 kg Hommes Groupe A |
| 8 novembre 2014  | 21:00  | -48 kg Hommes Groupe C |
| 9 novembre 2014  | 09:00  | -69 kg Hommes Groupe D |
| 9 novembre 2014  | 11:00  | -48 kg Femmes Groupe B |
| 9 novembre 2014  | 13:00  | -62 kg Hommes Groupe B |
| 9 novembre 2014  | 16:00  | -48 kg Femmes Groupe A |
| 9 novembre 2014  | 19:00  | -62 kg Hommes Groupe A |
| 9 novembre 2014  | 21:00  | -69 kg Hommes Groupe C |
| 10 novembre 2014 | 09:00  | -53 kg Femmes Groupe C |
| 10 novembre 2014 | 11:00  | -69 kg Hommes Groupe B |
| 10 novembre 2014 | 13:00  | -53 kg Femmes Groupe B |
| 10 novembre 2014 | 16:00  | -53 kg Femmes Groupe A |
| 10 novembre 2014 | 19:00  | -69 kg Hommes Groupe A |
| 10 novembre 2014 | 21:00  | -58 kg Femmes Groupe C |
| 11 novembre 2014 | 10:00  | -77 kg Hommes Groupe D |
| 11 novembre 2014 | 12:00  | -77 kg Hommes Groupe C |
| 11 novembre 2014 | 14:00  | -77 kg Hommes Groupe B |
| 11 novembre 2014 | 16:00  | -58 kg Femmes Groupe B |
| 11 novembre 2014 | 19:00  | -58 kg Femmes Groupe A |
| 12 novembre 2014 | 10:00  | -63 kg Femmes Groupe C |
| 12 novembre 2014 | 12:00  | -63 kg Femmes Groupe B |
| 12 novembre 2014 | 14:00  | -85 kg Hommes Groupe D |
| 12 novembre 2014 | 16:00  | -85 kg Hommes Groupe C |
| 12 novembre 2014 | 19:00  | -77 kg Hommes Groupe A |
| 12 novembre 2014 | 21:00  | -85 kg Hommes Groupe B |

| 13 novembre 2014 | 09:00 | -94 kg Hommes Groupe D  |
| 13 novembre 2014 | 11:00 | -69 kg Femmes Groupe C  |
| 13 novembre 2014 | 13:00 | -69 kg Femmes Groupe B  |
| 13 novembre 2014 | 16:00 | -63 kg Femmes Groupe A  |
| 13 novembre 2014 | 19:00 | -85 kg Hommes Groupe A  |
| 13 novembre 2014 | 21:00 | -94 kg Hommes Groupe C  |
| 14 novembre 2014 | 09:00 | -105 kg Hommes Groupe D |
| 14 novembre 2014 | 11:00 | -105 kg Hommes Groupe C |
| 14 novembre 2014 | 13:00 | -94 kg Hommes Groupe B  |
| 14 novembre 2014 | 16:00 | -69 kg Femmes Groupe A  |
| 14 novembre 2014 | 19:00 | -94 kg Hommes Groupe A  |
| 14 novembre 2014 | 21:00 | -75 kg Femmes Groupe C  |
| 15 novembre 2014 | 09:00 | +75 kg Femmes Groupe C  |
| 15 novembre 2014 | 11:00 | -105 kg Hommes Groupe B |
| 15 novembre 2014 | 13:00 | -75 kg Femmes Groupe B  |
| 15 novembre 2014 | 16:00 | -75 kg Femmes Groupe A  |
| 15 novembre 2014 | 19:00 | -105 kg Hommes Groupe A |
| 15 novembre 2014 | 21:00 | +105 kg Hommes Groupe C |
| 16 novembre 2014 | 09:00 | +75 kg Femmes Groupe B  |
| 16 novembre 2014 | 11:00 | +105 kg Hommes Groupe B |
| 16 novembre 2014 | 14:00 | +75 kg Femmes Groupe A  |
| 16 novembre 2014 | 17:00 | +105 kg Hommes Groupe A |

## Médaillés

### Hommes
| Event       | Or                              | Or        | Argent                       | Argent | Bronze                          | Bronze |
| 56 kg       | 56 kg                           | 56 kg     | 56 kg                        | 56 kg  | 56 kg                           | 56 kg  |
| ----------- | ------------------------------- | --------- | ---------------------------- | ------ | ------------------------------- | ------ |
| Arraché     | Thạch Kim Tuấn Viêt Nam         | 135 kg    | Li Fabin Chine               | 134 kg | Long Qingquan Chine             | 133 kg |
| Épaulé-jeté | Om Yun-chol Corée du Nord       | 168 kg    | Thạch Kim Tuấn Viêt Nam      | 161 kg | Long Qingquan Chine             | 160 kg |
| Total       | Om Yun-chol Corée du Nord       | 296 kg    | Thạch Kim Tuấn Viêt Nam      | 296 kg | Long Qingquan Chine             | 293 kg |
| 62 kg       |                                 |           |                              |        |                                 |        |
| Arraché     | Kim Un-guk Corée du Nord        | 150 kg    | Ding Jianjun Chine           | 142 kg | Francisco Mosquera Colombie     | 141 kg |
| Épaulé-jeté | Kim Un-guk Corée du Nord        | 175 kg    | Eko Yuli Irawan Indonésie    | 175 kg | Muhamad Hasbi Indonésie         | 171 kg |
| Total       | Kim Un-guk Corée du Nord        | 325 kg    | Eko Yuli Irawan Indonésie    | 316 kg | Ding Jianjun Chine              | 312 kg |
| 69 kg       |                                 |           |                              |        |                                 |        |
| Arraché     | Liao Hui Chine                  | 166 kg RM | Oleg Chen Russie             | 154 kg | Mohamed Ihab Mahmoud Égypte     | 152 kg |
| Épaulé-jeté | Liao Hui Chine                  | 193 kg    | Mohamed Ihab Mahmoud Égypte  | 182 kg | Kim Myong-hyok Corée du Nord    | 182 kg |
| Total       | Liao Hui Chine                  | 359 kg RM | Mohamed Ihab Mahmoud Égypte  | 334 kg | Kim Myong-hyok Corée du Nord    | 334 kg |
| 77 kg       |                                 |           |                              |        |                                 |        |
| Arraché     | Daniel Godelli Albanie          | 171 kg    | Zhong Guoshun Chine          | 171 kg | Kim Kwang-song Corée du Nord    | 163 kg |
| Épaulé-jeté | Kim Kwang-song Corée du Nord    | 200 kg    | Daniel Godelli Albanie       | 198 kg | Zhong Guoshun Chine             | 196 kg |
| Total       | Daniel Godelli Albanie          | 369 kg    | Zhong Guoshun Chine          | 367 kg | Kim Kwang-song Corée du Nord    | 363 kg |
| 85 kg       |                                 |           |                              |        |                                 |        |
| Arraché     | Ivan Markov Bulgarie            | 179 kg    | Kianoush Rostami Iran        | 178 kg | Andrei Rybakou Biélorussie      | 175 kg |
| Épaulé-jeté | Kianoush Rostami Iran           | 213 kg    | Ulugbek Alimov Ouzbékistan   | 213 kg | Artem Okulov Russie             | 211 kg |
| Total       | Kianoush Rostami Iran           | 391 kg    | Ivan Markov Bulgarie         | 390 kg | Artem Okulov Russie             | 385 kg |
| 94 kg       |                                 |           |                              |        |                                 |        |
| Arraché     | Vladimir Sedov Kazakhstan       | 188 kg    | Aurimas Didžbalis Lituanie   | 185 kg | Zhassulan Kydyrbayev Kazakhstan | 179 kg |
| Épaulé-jeté | Zhassulan Kydyrbayev Kazakhstan | 229 kg    | Liu Hao Chine                | 221 kg | Vladimir Sedov Kazakhstan       | 219 kg |
| Total       | Zhassulan Kydyrbayev Kazakhstan | 408 kg    | Vladimir Sedov Kazakhstan    | 407 kg | Aurimas Didžbalis Lituanie      | 399 kg |
| 105 kg      |                                 |           |                              |        |                                 |        |
| Arraché     | Ruslan Nurudinov Ouzbékistan    | 193 kg    | Yang Zhe Chine               | 191 kg | Ilya Ilyin Kazakhstan           | 190 kg |
| Épaulé-jeté | Ilya Ilyin Kazakhstan           | 242 kg RM | David Bedzhanyan Russie      | 240 kg | Ruslan Nurudinov Ouzbékistan    | 239 kg |
| Total       | Ilya Ilyin Kazakhstan           | 432 kg    | Ruslan Nurudinov Ouzbékistan | 432 kg | David Bedzhanyan Russie         | 427 kg |
| +105 kg     |                                 |           |                              |        |                                 |        |
| Arraché     | Ruslan Albegov Russie           | 210 kg    | Behdad Salimi Iran           | 206 kg | Yauheni Zharnasek Biélorussie   | 199 kg |
| Épaulé-jeté | Aleksey Lovchev Russie          | 257 kg    | Ruslan Albegov Russie        | 252 kg | Behdad Salimi Iran              | 251 kg |
| Total       | Ruslan Albegov Russie           | 462 kg    | Behdad Salimi Iran           | 457 kg | Mohamed Ihsan Égypte            | 436 kg |

### Femmes
| Event       | Or                            | Or        | Argent                        | Argent | Bronze                           | Bronze |
| 48 kg       | 48 kg                         | 48 kg     | 48 kg                         | 48 kg  | 48 kg                            | 48 kg  |
| ----------- | ----------------------------- | --------- | ----------------------------- | ------ | -------------------------------- | ------ |
| Arraché     | Tan Yayun Chine               | 85 kg     | Sibel Özkan Turquie           | 84 kg  | Panida Khamsri Thaïlande         | 81 kg  |
| Épaulé-jeté | Tan Yayun Chine               | 109 kg    | Panida Khamsri Thaïlande      | 108 kg | Sri Wahyuni Agustiani Indonésie  | 106 kg |
| Total       | Tan Yayun Chine               | 194 kg    | Sibel Özkan Turquie           | 189 kg | Panida Khamsri Thaïlande         | 189 kg |
| 53 kg       |                               |           |                               |        |                                  |        |
| Arraché     | Hsu Shu-ching Taipei chinois  | 99 kg     | Zulfiya Chinshanlo Kazakhstan | 98 kg  | Li Yajun Chine                   | 96 kg  |
| Épaulé-jeté | Zulfiya Chinshanlo Kazakhstan | 134 kg RM | Hsu Shu-ching Taipei chinois  | 119 kg | Li Yajun Chine                   | 118 kg |
| Total       | Zulfiya Chinshanlo Kazakhstan | 232 kg    | Hsu Shu-ching Taipei chinois  | 218 kg | Li Yajun Chine                   | 214 kg |
| 58 kg       |                               |           |                               |        |                                  |        |
| Arraché     | Sukanya Srisurat Thaïlande    | 106 kg    | Deng Mengrong Chine           | 105 kg | Yenny Álvarez Colombie           | 100 kg |
| Épaulé-jeté | Ri Jong-haw Corée du Nord     | 133 kg    | Rattikan Gulnoi Thaïlande     | 131 kg | Deng Mengrong Chine              | 130 kg |
| Total       | Deng Mengrong Chine           | 235 kg    | Ri Jong-haw Corée du Nord     | 232 kg | Sukanya Srisurat Thaïlande       | 231 kg |
| 63 kg       |                               |           |                               |        |                                  |        |
| Arraché     | Romela Begaj Albanie          | 113 kg    | Karina Goricheva Kazakhstan   | 113 kg | Tima Turieva Russie              | 112 kg |
| Épaulé-jeté | Deng Wei Chine                | 142 kg    | Choe Hyo-sim Corée du Nord    | 140 kg | Tima Turieva Russie              | 140 kg |
| Total       | Deng Wei Chine                | 252 kg    | Tima Turieva Russie           | 252 kg | Choe Hyo-sim Corée du Nord       | 248 kg |
| 69 kg       |                               |           |                               |        |                                  |        |
| Arraché     | Ryo Un-hui Corée du Nord      | 120 kg    | Chen Youjuan Chine            | 118 kg | Chen Youjuan Kazakhstan          | 252 kg |
| Épaulé-jeté | Ryo Un-hui Corée du Nord      | 145 kg    | Chen Youjuan Kazakhstan       | 144 kg | Dzina Sazanavets Biélorussie     | 143 kg |
| Total       | Ryo Un-hui Corée du Nord      | 265 kg    | Chen Youjuan Kazakhstan       | 262 kg | Chen Youjuan Chine               | 261 kg |
| 75 kg       |                               |           |                               |        |                                  |        |
| Arraché     | Nadezhda Yevstyukhina Russie  | 126 kg    | Kang Yue Chine                | 126 kg | Kim Un-ju Corée du Nord          | 126 kg |
| Épaulé-jeté | Kim Un-ju Corée du Nord       | 157 kg    | Rim Jong-sim Corée du Nord    | 153 kg | Nadezhda Yevstyukhina Russie     | 153 kg |
| Total       | Kim Un-ju Corée du Nord       | 283 kg    | Nadezhda Yevstyukhina Russie  | 279 kg | Kang Yue Chine                   | 277 kg |
| +75 kg      |                               |           |                               |        |                                  |        |
| Arraché     | Tatiana Kashirina Russie      | 155 kg RM | Meng Suping Chine             | 140 kg | Chitchanok Pulsabsakul Thaïlande | 132 kg |
| Épaulé-jeté | Tatiana Kashirina Russie      | 193 kg RM | Meng Suping Chine             | 180 kg | Praeonapa Khenjantuek Thaïlande  | 163 kg |
| Total       | Tatiana Kashirina Russie      | 348 kg RM | Meng Suping Chine             | 320 kg | Chitchanok Pulsabsakul Thaïlande | 294 kg |

## Tableau des médailles
Tableau des médailles: Résultat total.
| Rang  | Nation         | Or | Argent | Bronze | Total |
| ----- | -------------- | -- | ------ | ------ | ----- |
| 1     | Chine          | 4  | 2      | 5      | 11    |
| 2     | Corée du Nord  | 4  | 1      | 3      | 8     |
| 3     | Kazakhstan     | 3  | 2      | 0      | 5     |
| 4     | Russie         | 2  | 2      | 2      | 6     |
| 5     | Iran           | 1  | 1      | 0      | 2     |
| 6     | Albanie        | 1  | 0      | 0      | 1     |
| 7     | Égypte         | 0  | 1      | 1      | 2     |
| 8     | Bulgarie       | 0  | 1      | 0      | 1     |
| 8     | Taipei chinois | 0  | 1      | 0      | 1     |
| 8     | Indonésie      | 0  | 1      | 0      | 1     |
| 8     | Turquie        | 0  | 1      | 0      | 1     |
| 8     | Ouzbékistan    | 0  | 1      | 0      | 1     |
| 8     | Viêt Nam       | 0  | 1      | 0      | 1     |
| 14    | Thaïlande      | 0  | 0      | 3      | 3     |
| 15    | Lituanie       | 0  | 0      | 1      | 1     |
| Total | Total          | 15 | 15     | 15     | 45    |

Tableau des médailles: Résultat total, Arraché et Epaulé-jeté.
| Rang  | Nation         | Or | Argent | Bronze | Total |
| ----- | -------------- | -- | ------ | ------ | ----- |
| 1     | Corée du Nord  | 12 | 3      | 6      | 21    |
| 2     | Chine          | 9  | 12     | 11     | 32    |
| 3     | Russie         | 7  | 5      | 6      | 18    |
| 4     | Kazakhstan     | 7  | 5      | 4      | 16    |
| 5     | Albanie        | 3  | 1      | 0      | 4     |
| 6     | Iran           | 2  | 3      | 1      | 6     |
| 7     | Thaïlande      | 1  | 2      | 6      | 9     |
| 8     | Ouzbékistan    | 1  | 2      | 1      | 4     |
| 9     | Taipei chinois | 1  | 2      | 0      | 3     |
| 9     | Viêt Nam       | 1  | 2      | 0      | 3     |
| 11    | Bulgarie       | 1  | 1      | 0      | 2     |
| 12    | Indonésie      | 0  | 2      | 2      | 4     |
| 12    | Égypte         | 0  | 2      | 2      | 4     |
| 14    | Turquie        | 0  | 2      | 0      | 2     |
| 15    | Lituanie       | 0  | 1      | 1      | 2     |
| 16    | Biélorussie    | 0  | 0      | 3      | 3     |
| 17    | Colombie       | 0  | 0      | 2      | 2     |
| Total | Total          | 45 | 45     | 45     | 135   |

## Classement des nations
| Rang | Pays          | Points |
| ---- | ------------- | ------ |
| 1    | Chine         | 548    |
| 2    | Kazakhstan    | 453    |
| 3    | Russie        | 440    |
| 4    | Corée du Nord | 413    |
| 5    | Biélorussie   | 396    |
| 6    | Égypte        | 378    |

| Rang | Pays          | Points |
| ---- | ------------- | ------ |
| 1    | Chine         | 521    |
| 2    | Thaïlande     | 471    |
| 3    | Russie        | 440    |
| 4    | Corée du Nord | 422    |
| 5    | Colombie      | 379    |
| 6    | Kazakhstan    | 336    |